# Celia Weston
Celia Weston (født 14. december 1951) er en amerikansk skuespiller.

## Filmografi i udvalg
- Dead Man Walking (1995)
- The Talented Mr. Ripley (1999)
- Hanging Up (2000)
- K-PAX (2001)
- Igby Goes Down (2002)
- Far from Heaven (2002)
- How to Lose a Guy in 10 Days (2003)
- Hulk (2003)
- The Village (2004)
- Observe and Report (2009)
- Poms - Dans for livet (2019)

## Ekstern henvisning
- Celia Weston på Internet Movie Database (engelsk)
- Celia Weston på Filmdatabasen
- Celia Weston på Scope
- Celia Weston på Svensk Filmdatabas (svensk)
- Celia Weston på AlloCiné (fransk)
- Celia Weston på AllMovie (engelsk)
- Celia Weston på Rotten Tomatoes (engelsk)
- Celia Weston på The Movie Database (engelsk)
- Celia Weston på Internet Broadway Database (engelsk)